# Provinz Castelló
Castelló (offizielle valencianische Bezeichnung; spanisch Castellón) ist eine Provinz in der spanischen Autonomen Region Valencia. Sie hat 590.616 Einwohner (1. Januar 2022). Ihre Hauptstadt ist Castelló de la Plana.

## Geographie
Die Provinz Castelló liegt an der Mittelmeerküste. Sie grenzt im Norden an Katalonien (Provinz Tarragona), im Westen an Aragonien (Provinz Teruel) und im Süden an die Provinz Valencia. Die Provinzhauptstadt ist Castelló de la Plana.
In Castelló befinden sich im Dorf Tírig mit der Cova dels Cavalls die zweitwichtigsten Höhlenmalereien Spaniens nach Altamira.

## Sprachen
Wie in den anderen beiden Provinzen der Region Valencia (Alacant, Valencia) wird in Castelló neben dem Spanischen Valencianisch gesprochen. Seit 1982 gilt das Valencianische als Amtssprache in der gesamten Region Valencia.

## Verwaltungsgliederung

### Comarcas

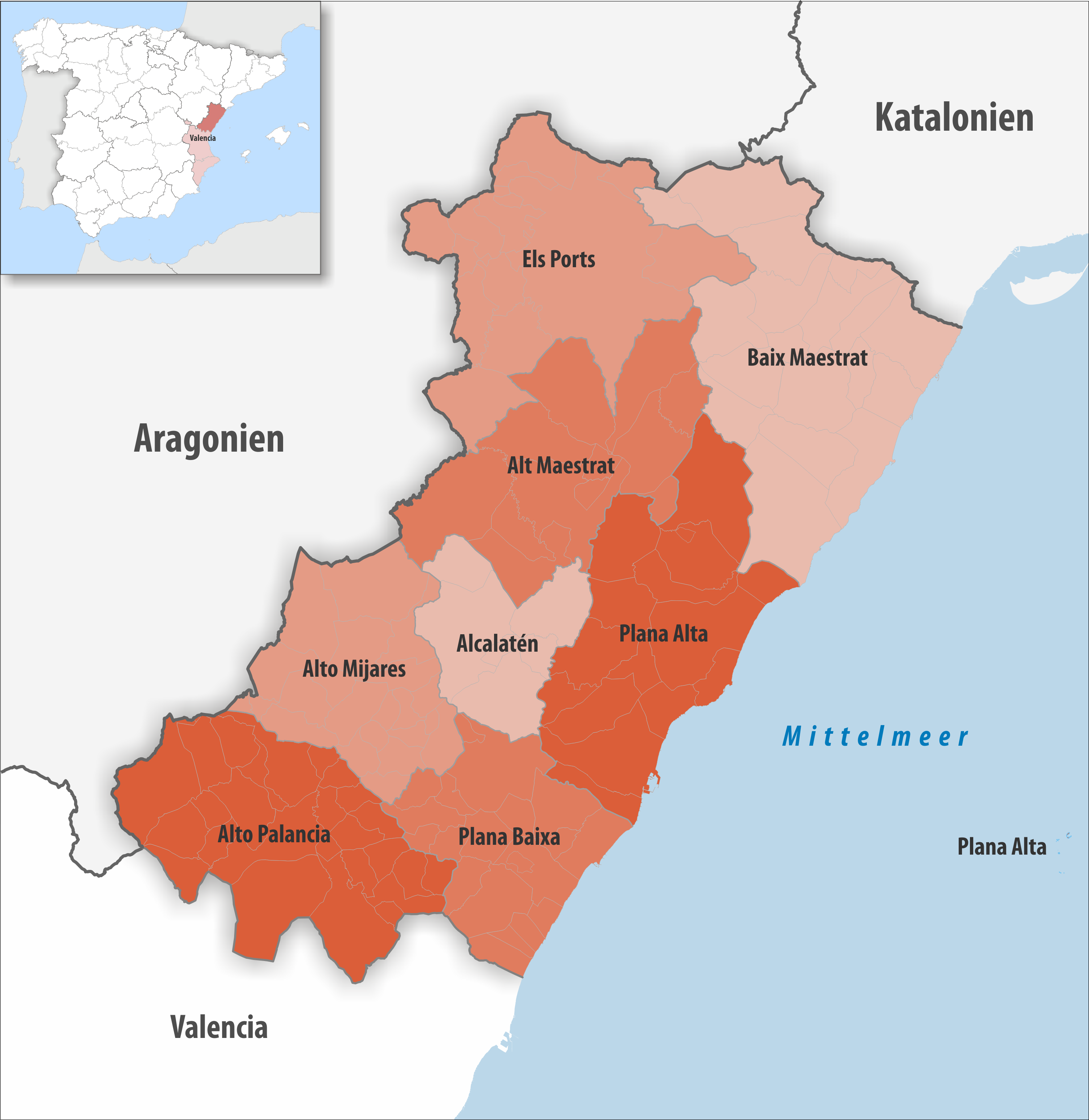
Comarcas in der Provinz Castelló

| Comarca           | Gemeinden | Einwohner (2024) | Fläche km² | Dichte Einw./km² | Hauptort             |
| ----------------- | --------- | ---------------- | ---------- | ---------------- | -------------------- |
| Alcalatén         | 6         | 14.131           | 390,92     | 36               | L’Alcora             |
| Alt Maestrat      | 12        | 6.480            | 845,88     | 8                | Albocàsser           |
| Alto Mijares      | 22        | 4.302            | 667,06     | 6                | Cirat                |
| Alto Palancia     | 27        | 25.571           | 965,15     | 26               | Segorbe              |
| Baix Maestrat     | 18        | 88.136           | 1.221,32   | 72               | Vinaròs              |
| Plana Alta        | 16        | 270.715          | 938,48     | 288              | Castelló de la Plana |
| Plana Baixa       | 20        | 199.820          | 605,15     | 330              | Burriana             |
| Els Ports         | 14        | 6.694            | 997,92     | 7                | Morella              |
| Provinz Castellón | 135       | 615.849          | 6.631,88   | 93               | Castelló de la Plana |

## Gerichtsbezirke

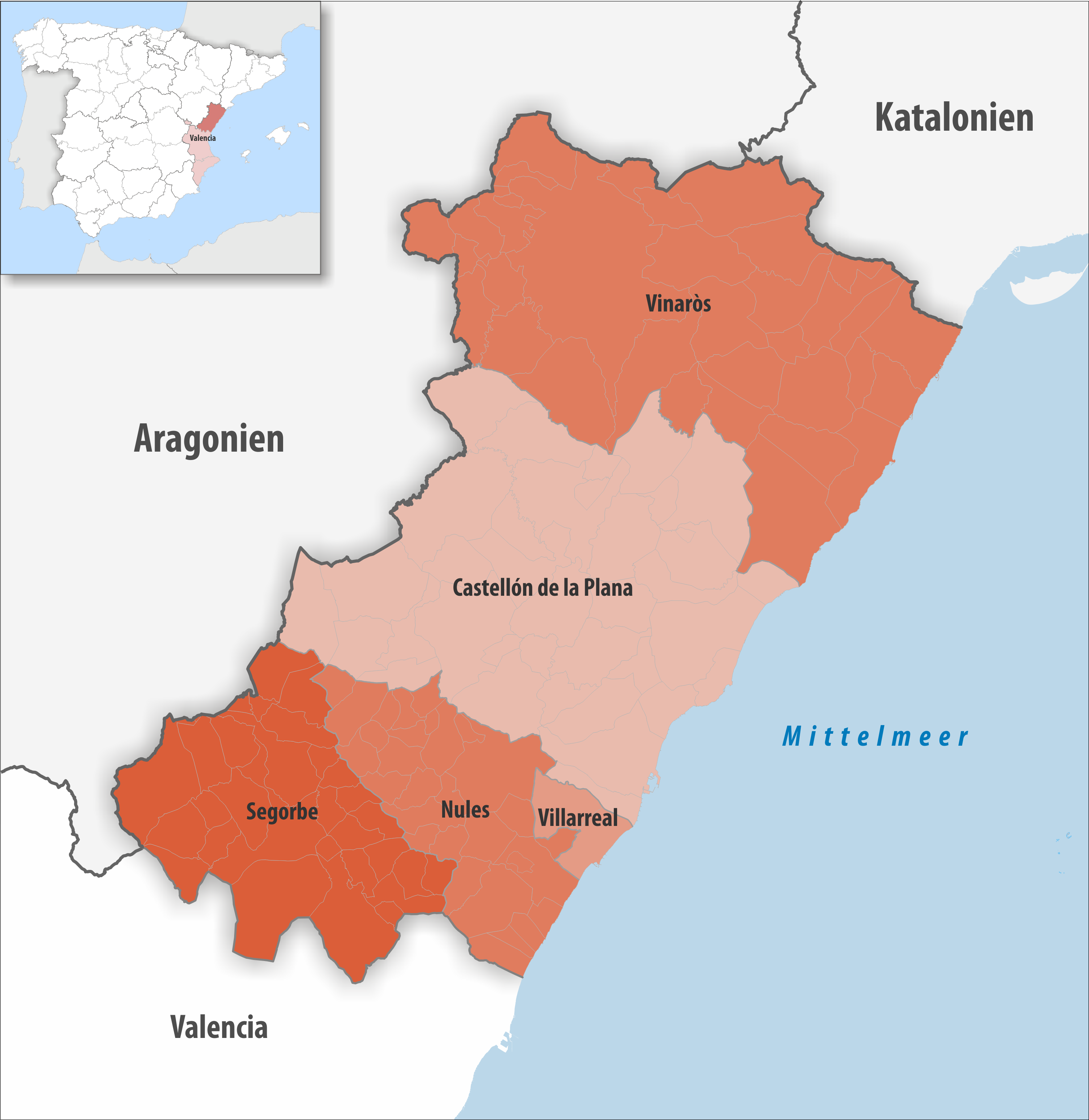
Gerichtsbezirke in der Provinz Castelló

| Gerichtsbezirk        | Gemeinden | Einwohner (2024) | Fläche km² | Dichte Einw./km² | Hauptquartier        |
| --------------------- | --------- | ---------------- | ---------- | ---------------- | -------------------- |
| Castellón de la Plana | 36        | 292.841          | 2.303,81   | 127              | Castelló de la Plana |
| Nules                 | 30        | 112.032          | 732,09     | 153              | Nules                |
| Segorbe               | 33        | 27.484           | 1.105,12   | 25               | Segorbe              |
| Villarreal            | 2         | 89.432           | 102,11     | 876              | Vila-real            |
| Vinaròs               | 34        | 94.060           | 2.388,75   | 39               | Vinaròs              |
| Provinz Castellón     | 135       | 615.849          | 6.631,88   | 93               | Castelló de la Plana |

## Größte Orte
(Stand: 2024)
| Valencianischer Name | Spanischer Name       | Einwohner |
| -------------------- | --------------------- | --------- |
| Castelló de la Plana | Castellón de la Plana | 180.379   |
| Vila-real            | Villarreal            | 52.505    |
| Borriana             | Burriana              | 36.927    |
| La Vall d’Uixó       | La Vall d’Uixó        | 31.884    |
| Vinaròs              | Vinaroz               | 30.278    |
| Benicarló            | Benicarló             | 29.607    |
| Almassora            | Almazora              | 28.497    |
| Onda                 | Onda                  | 25.817    |
| Benicàssim           | Benicasim             | 20.322    |
| Nules                | Nules                 | 14.062    |
| Oropesa del Mar      | Oropesa del Mar       | 11.785    |
| L’Alcora             | Alcora                | 10.581    |

Kleinste Gemeinde ist Castell de Cabres mit 22 Einwohnern.